# Fediivka, Reșetîlivka
Fediivka (în ucraineană Федіївка) este localitatea de reședință a comunei Fediivka din raionul Reșetîlivka, regiunea Poltava, Ucraina.

## Demografie
Componența lingvistică a localității Fediivka
     Ucraineană (97,25%)
     Rusă (1,96%)
     Alte limbi (0,79%)
Conform recensământului din 2001, majoritatea populației localității Fediivka era vorbitoare de ucraineană (97,25%), existând în minoritate și vorbitori de rusă (1,96%).